# Siemion Maruszkin
Siemion Iwanowicz Maruszkin (ros. Семён Иванович Марушкин; ur. 24 lipca 1919 w Moskwie, zm. 4 września 1993 tamże) – radziecki zapaśnik walczący przeważnie w stylu klasycznym. Olimpijczyk z Helsinek 1952, gdzie zajął czwarte miejsce w kategorii do 73 kg.
Mistrz ZSRR w 1947; drugi w 1946 roku, w stylu wolnym. Mistrz w stylu klasycznym w 1950 i 1951; drugi w 1945, 1946 i 1949; trzeci w 1947 roku.